# 陸軍始
陸軍始（りくぐんはじめ）とは、毎年1月8日に行われていた旧大日本帝国陸軍の仕事始め。

## 解説
1870（明治3）年1月17日、明治天皇が旧江戸城本丸跡にて神を祀って武運長久と国家興隆を祈ったことに由来する。初めは「軍神祭」と呼ばれる宗教的色彩の濃いものであったが、のち「陸軍始」と改称され「海軍始」（1872年1月9日開催）とともに、軍の重要な行事となった。
この時は東京代々木練兵場で天皇臨席による観兵式が、各地の師団では閲兵式が行われ、歩兵連隊や騎馬部隊、戦車隊、航空機などが参加するなど華やかなものであった。
この伝統は最後まで続き、1945（昭和20）年1月、米軍の空襲下、昭和天皇臨席による観兵式が皇居前広場で行われている。